# Österrike i olympiska vinterspelen 1984
Österrike deltog i olympiska vinterspelen 1984. Österrikes trupp bestod av 65 idrottare varav 58 män och 7 kvinnor. Den yngsta av Österrikes deltagare var Veronika Stallmaier-Wallinger (17 år och 201 dagar) och den äldsta var Walter Delle Karth (37 år och 190 dagar).

## Medaljer

### Brons
- Alpin skidåkning
  - Störtlopp herrar: Anton Steiner

## Trupp
- Alpin skidåkning
  - Anton Steiner
  - Sylvia Eder
  - Hans Enn
  - Franz Gruber
  - Helmut Höflehner
  - Elisabeth Kirchler
  - Franz Klammer
  - Anni Kronbichler
  - Erwin Resch
  - Lea Sölkner
  - Veronika Stallmaier-Wallinger
  - Roswitha Steiner
  - Hubert Strolz

- Backhoppning
  - Andreas Felder
  - Armin Kogler
  - Manfred Steiner
  - Ernst Vettori
  - Hans Wallner

- Bob
  - Walter Delle Karth
  - Ferdinand Grössing
  - Peter Kienast
  - Günter Krispel
  - Hans Lindner
  - Christian Mark
  - Gerhard Redl
  - Franz Siegl

- Hastighetsåkning på skridskor
  - Christian Eminger
  - Michael Hadschieff
  - Werner Jäger
  - Heinz Steinberger

- Ishockey
  - Thomas Cijan
  - Rick Cunningham
  - Konrad Dorn
  - Johann Fritz
  - Fritz Ganster
  - Kelly Greenbank
  - Kurt Harand
  - Bernard Hutz
  - Rudolf König
  - Helmut Koren
  - Ed Lebler Male
  - Giuseppe Mion
  - Herbert Pöck
  - Helmut Petrik
  - Martin Platzer
  - Peter Raffl
  - Michael Rudman
  - Kuno Sekulic
  - Leopold Sivec

- Längdskidor
  - Franz Gattermann
  - Andreas Gumpold
  - Peter Juric
  - Alois Stadlober

- Nordisk kombination
  - Klaus Sulzenbacher

- Rodel
  - Georg Fluckinger
  - Annefried Göllner
  - Franz Lechleitner
  - Günther Lemmerer
  - Markus Prock
  - Gerhard Sandbichler
  - Franz Wilhelmer

- Skidskytte
  - Alfred Eder
  - Walter Hörl
  - Rudolf Horn
  - Franz Schuler